# 3 septembrie
ianuarie • februarie • martie  • aprilie  • mai  • iunie  • iulie  • august  • septembrie  • octombrie  • noiembrie  • decembrie
3 septembrie este a 246-a zi a calendarului gregorian și a 247-a zi în anii bisecți. Mai sunt 119 zile până la sfârșitul anului.

## Evenimente

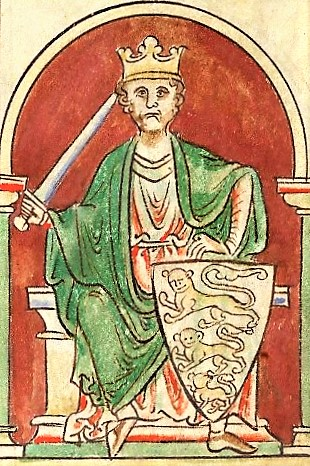
1189: Richard I al Angliei (Richard "Inimă de Leu") este încoronat la Westminster.

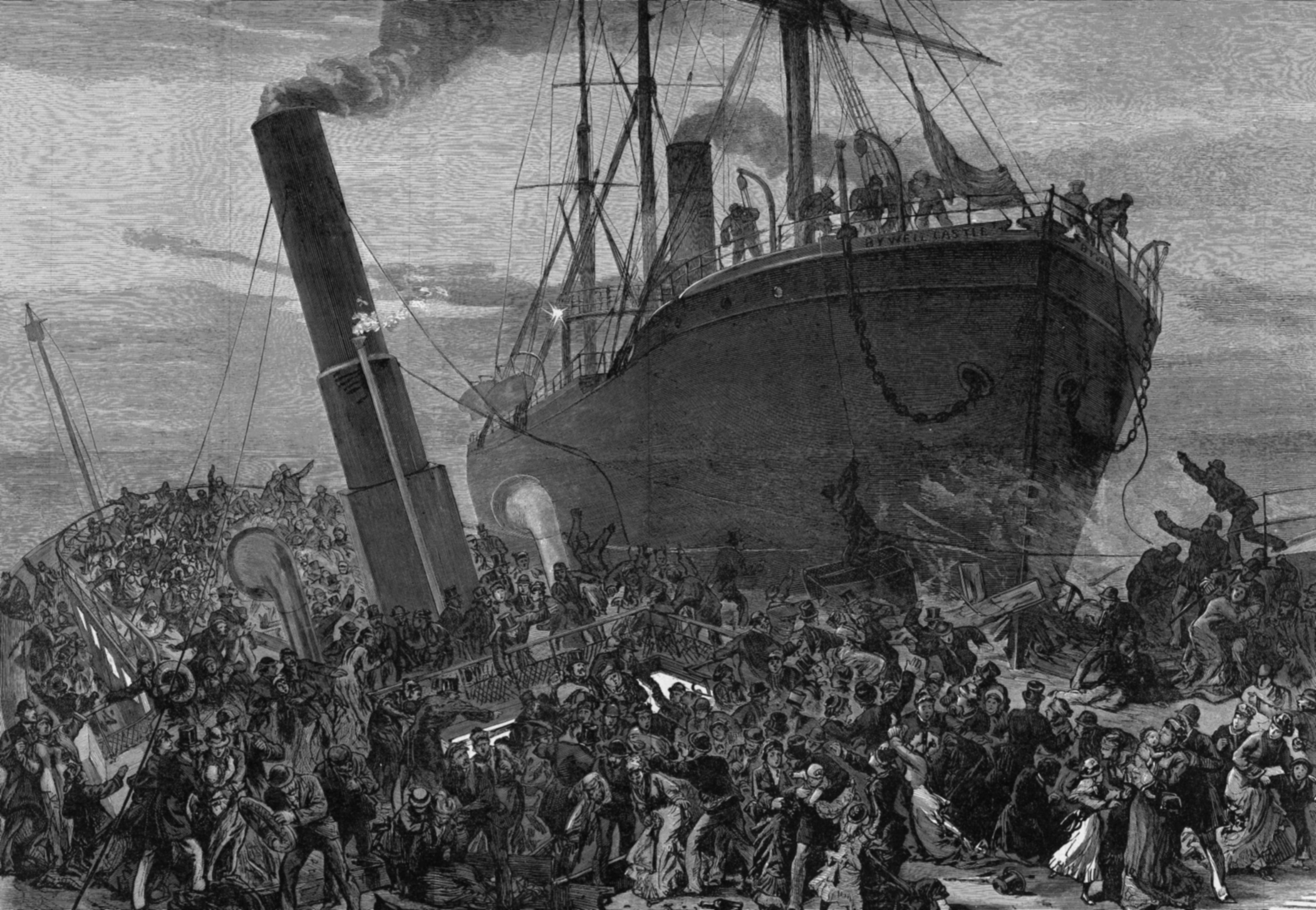
1878: Nava britanică de pasageri SS Princess Alice s-a ciocnit cu un cargou de cărbune pe Tamisa și s-a scufundat în patru minute; 640 de oameni au murit. Rămâne cel mai grav accident maritim din apele interioare britanice.

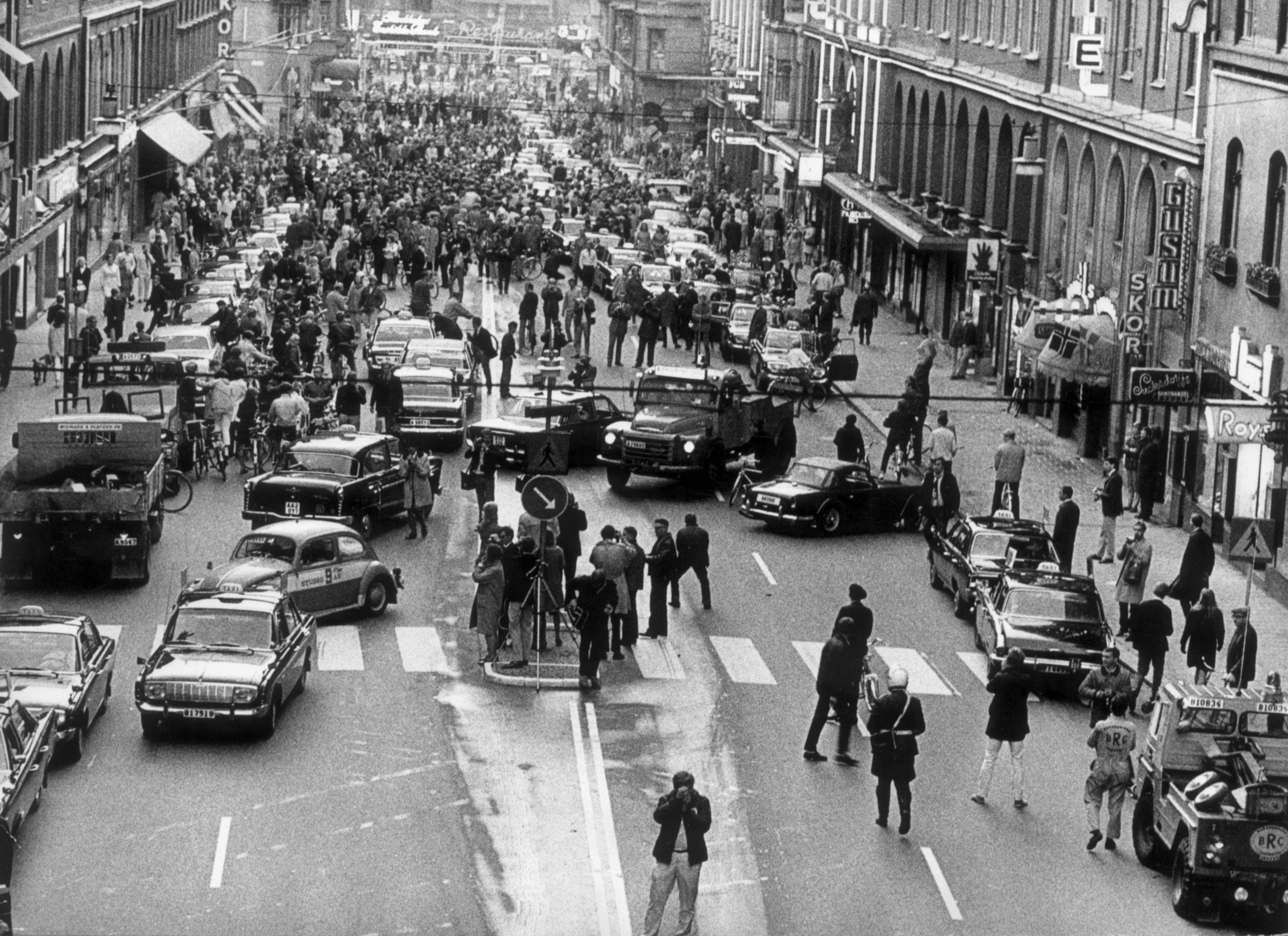
1967: În Suedia are loc devierea traficului de pe stânga pe dreapta (Högertrafikomläggningen).

- 36 î.Hr.: În Bătălia de la Naulochus, Marcus Vipsanius Agrippa, amiral al lui Octavian, îl învinge pe Sextus Pompeius, fiul lui Pompeius, punând astfel capăt rezistenței pompeiane față de cel de-al doilea Triumvirat.
- 0590: Începutul pontificatului Papei Grigore I.
- 1189: Richard I al Angliei (Richard "Inimă de Leu") este încoronat la Westminster.[1]
- 1335: La Congresul de la Visegrád, Carol I al Ungariei mediază o reconciliere între doi monarhi vecini, Ioan al Boemiei și Cazimir al III-lea al Poloniei.[2]
- 1411: Tratatul de la Selymbria este încheiat între Imperiul Otoman și Republica Veneția. Tratatul repeta în mare parte acordurile anterioare dintre Veneția și conducătorii otomani și recunoștea posesiunile Republicii în Grecia și Albania.
- 1658: Decesul lui Oliver Cromwell; Richard Cromwell devine Lord Protector al Angliei.
- 1783: Tratatul de pace de la Versailles între Franța și Marea Britanie la sfârșitul războiului american de independență și respectiv dintre Statele Unite ale Americii și Marea Britanie, vedeți Tratatul de la Paris (1783); Franța obținea teritorii în Marea Caraibilor și restituirea bazelor din Senegal și India, respectiv Regatul Unit al Marii Britanii recunoștea existența Statelor Unite ale Americii.
- 1791: Adunarea Națională adoptă Constituția care transformă Franța în monarhie constituțională.
- 1843: Regele Otto al Greciei este forțat să adopte o constituție în urma unei revolte la Atena.
- 1870: Războiul franco-prusac: Începe asediul de la Metz, soldat cu o victorie prusacă decisivă la 23 octombrie.
- 1878: Nava britanică de pasageri SS Princess Alice s-a ciocnit cu cargoul de cărbune Bywell Castle pe Tamisa și s-a scufundat în patru minute; 640 de oameni au murit. Acesta a fost cel mai grav accident maritim din apele interioare britanice de până în prezent.
- 1914: Giacomo della Chiesa devine Papa Benedict al XV-lea.
- 1914: Wilhelm, Prinț al Albaniei părăsește țara după doar șase luni, din cauza opoziției la domnia sa.
- 1919: Italia introduce votul pentru femei.
- 1933: Evgheni Mihailovici Abalakov devine singurul membru al expediției care realizează prima ascensiune pe Vârful Comunismului (numit acum Vârful Ismoil Somoni și situat în Tadjikistan) (7495 metri).
- 1939: Al doilea război mondial: Marea Britanie și Franța declară război Germaniei. Aceasta marchează și începutul Bătăliei Atlanticului.
- 1941: La lagărul de exterminare Auschwitz, s-a folosit pentru prima oară gazul Zyklon B, inițial pentru exterminarea prizonierilor de război sovietici.
- 1945: În China începe o sărbătoare de trei zile, după Ziua Victoriei asupra Japoniei din 2 septembrie.
- 1950: Cu victoria sa în Marele Premiu al Italiei de la Autodromo Nazionale di Monza, ultima cursă a Campionatului Mondial de Automobilism din 1950, Giuseppe Farina devine primul campion mondial de Formula 1.
- 1953: A intrat în vigoare "Convenția Europeană a Drepturilor Omului". Convenția a fost semnată la Roma, 4 noiembrie 1950.
- 1967: În Vietnamul de Sud, generalul Nguyen Van Thieu câștigă cu 38% din voturi, alegerile la președinția țării.
- 1967: În Suedia are loc devierea traficului de pe stânga pe dreapta (Högertrafikomläggningen).
- 1971: Qatar devine stat independent.
- 1976: Nava spațială americană Viking 2 aterizează în câmpia Utopia Planitia de pe Marte.
- 1987: Într-o lovitură de stat în Burundi, președintele Jean-Baptiste Bagaza este îndepărtat de la putere de maiorul Pierre Buyoya.
- 1989: Un avion cubanez Ilyushin Il-62 s-a prăbușit într-o zonă rezidențială din apropierea aeroportului din Havana, ucigând 150 de persoane.[3]
- 2016: SUA și China, responsabile împreună pentru 40% din emisiile de carbon la nivel mondial, ratifică în mod oficial acordul global de la Paris privind schimbările climatice.
- 2017: Coreea de Nord efectuează al șaselea și cel mai puternic test nuclear.

## Nașteri
- 1499: Diane de Poitiers, metresa regelui Henric al II-lea al Franței (d. 1566)
- 1781: Eugène de Beauharnais, fiul lui Alexandre de Beauharnais (d. 1824)
- 1810: Paul Kane, pictor canadian (d. 1871)
- 1813: József Eötvös, politician liberal maghiar (d. 1871)
- 1851: Olga Constantinovna a Rusiei, soția regelui George I al Greciei (d. 1926)
- 1858: Francis Leavenworth, astronom american (d. 1928)
- 1869: Fritz Pregl, chimist austriac, laureat al Premiului Nobel (d. 1930)
- 1875: Ferdinand Porsche, constructor german de automobile (d. 1951)
- 1897: Ghennadi Miciurin, actor sovietic (d. 1970)
- 1905: Carl David Anderson, fizician american, laureat al Premiului Nobel (d. 1991)

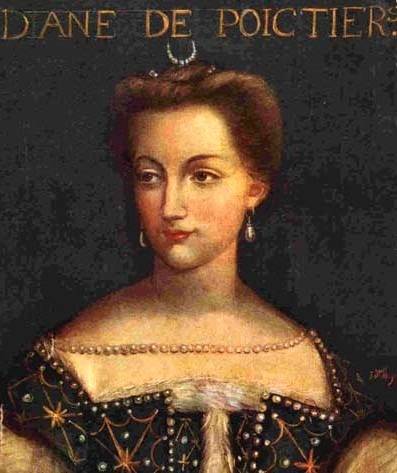
Diane de Poitiers, metresa regelui Henric al II-lea al Franței
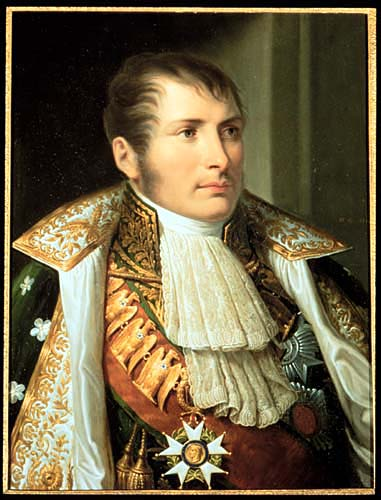
Eugène de Beauharnais, general francez, vicerege al Italiei, fiu adoptiv al lui Napoleon I
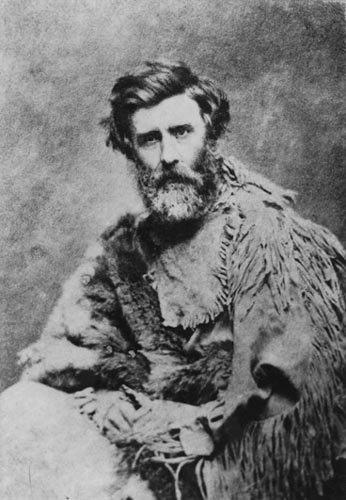
Paul Kane, pictor canadian

- 1918: Ada Zevin, pictoriță română de etnie evreiască (d. 2005)
- 1926: Mircea Dumitrescu, critic de film și eseist (d. 2005)
- 1926: Irene Papas, actriță greacă (d. 2022)
- 1928: Ion Druță, scriitor, poet, dramaturg și istoric literar din Republica Moldova
- 1930: Ciupi Rădulescu, actor român (d. 2010)
- 1931: Anthony de Mello, preot iezuit, scriitor indian (d. 1987)
- 1936: Marina Voica, cântăreață din România
- 1937: Maria Ciobanu, solistă de muzică populară
- 1941: Serghei Dovlatov, scriitor rus (d. 1990)
- 1942: Al Jardine, muzician american (the Beach Boys)
- 1947: Gérard Houllier, antrenor francez de fotbal (d. 2020)
- 1949: José Pékerman, fotbalist și antrenor argentinian de fotbal
- 1953: Jean-Pierre Jeunet, regizor, scenarist și producător de film francez
- 1954: Ion Moldovan, antrenor român de fotbal
- 1962: Nikolai Denkov, politician bulgar, prim-ministru al Bulgariei (6 iunie 2023 - 9 aprilie 2024)
- 1965: Charlie Sheen, actor american
- 1967: Valeriu Ștefan Zgonea, politician român
- 1970: Gareth Southgate, fotbalist și antrenor englez de fotbal
- 1976: Ashley Jones, actriță americană
- 1977: Olof Mellberg, fotbalist suedez
- 1978: Carmen Amariei, handbalistă română
- 1978: Niklas Sandberg, fotbalist suedez
- 1979: Júlio César Soares Espíndola, fotbalist brazilian
- 1980: Marius Stavrositu, handbalist român

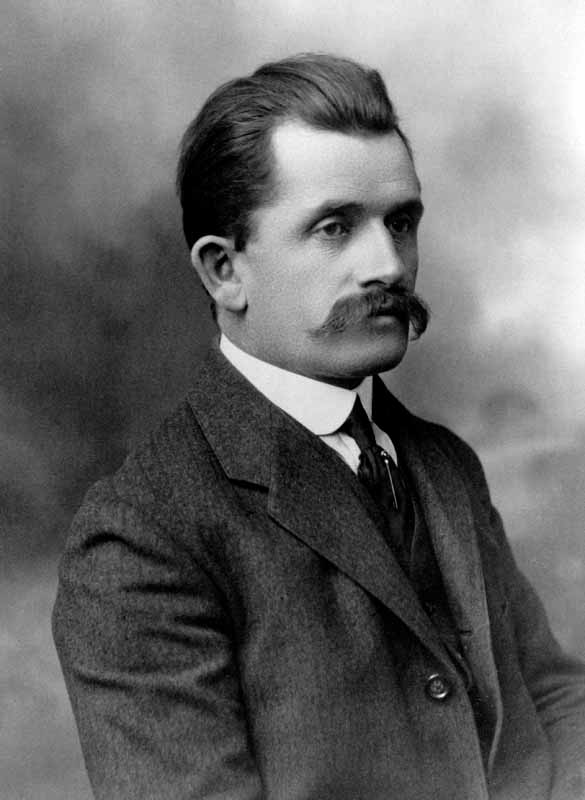
Ferdinand Porsche, constructor german de automobile
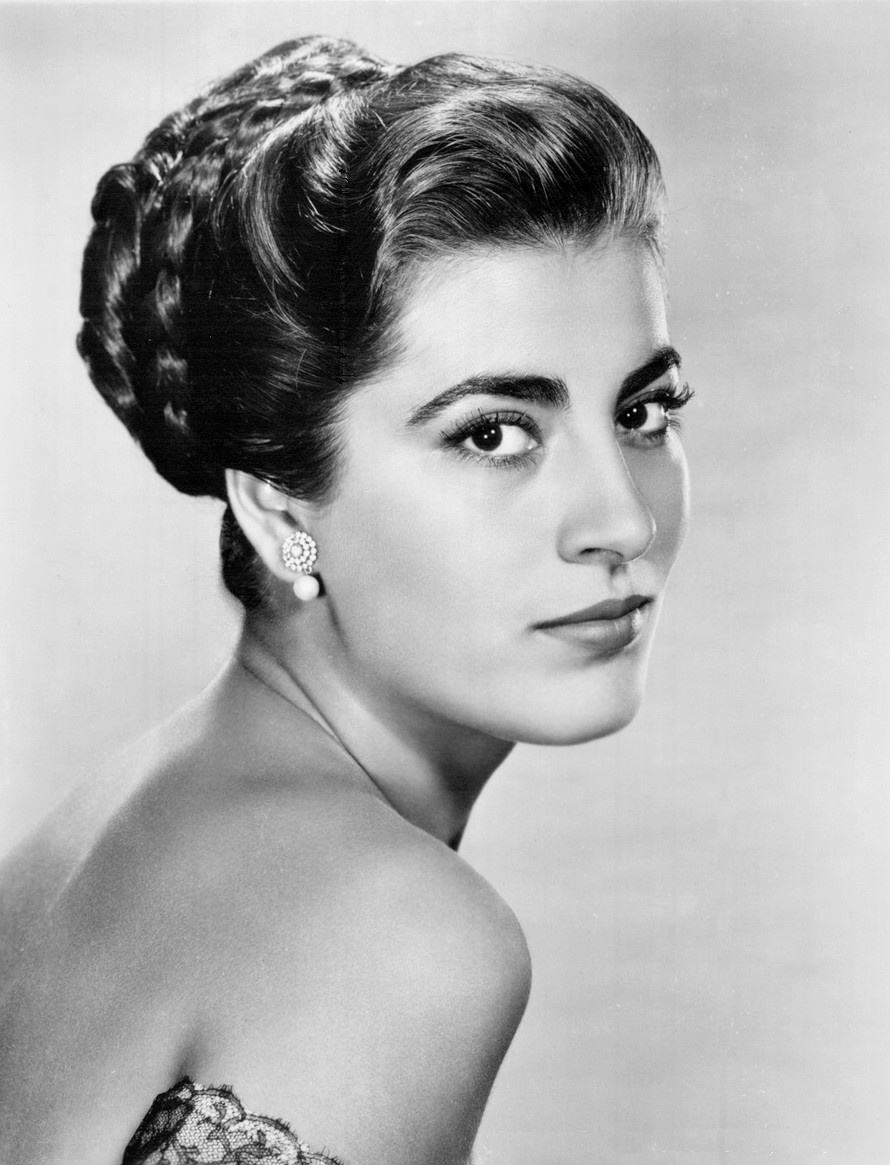
Irene Papas, actriță greacă
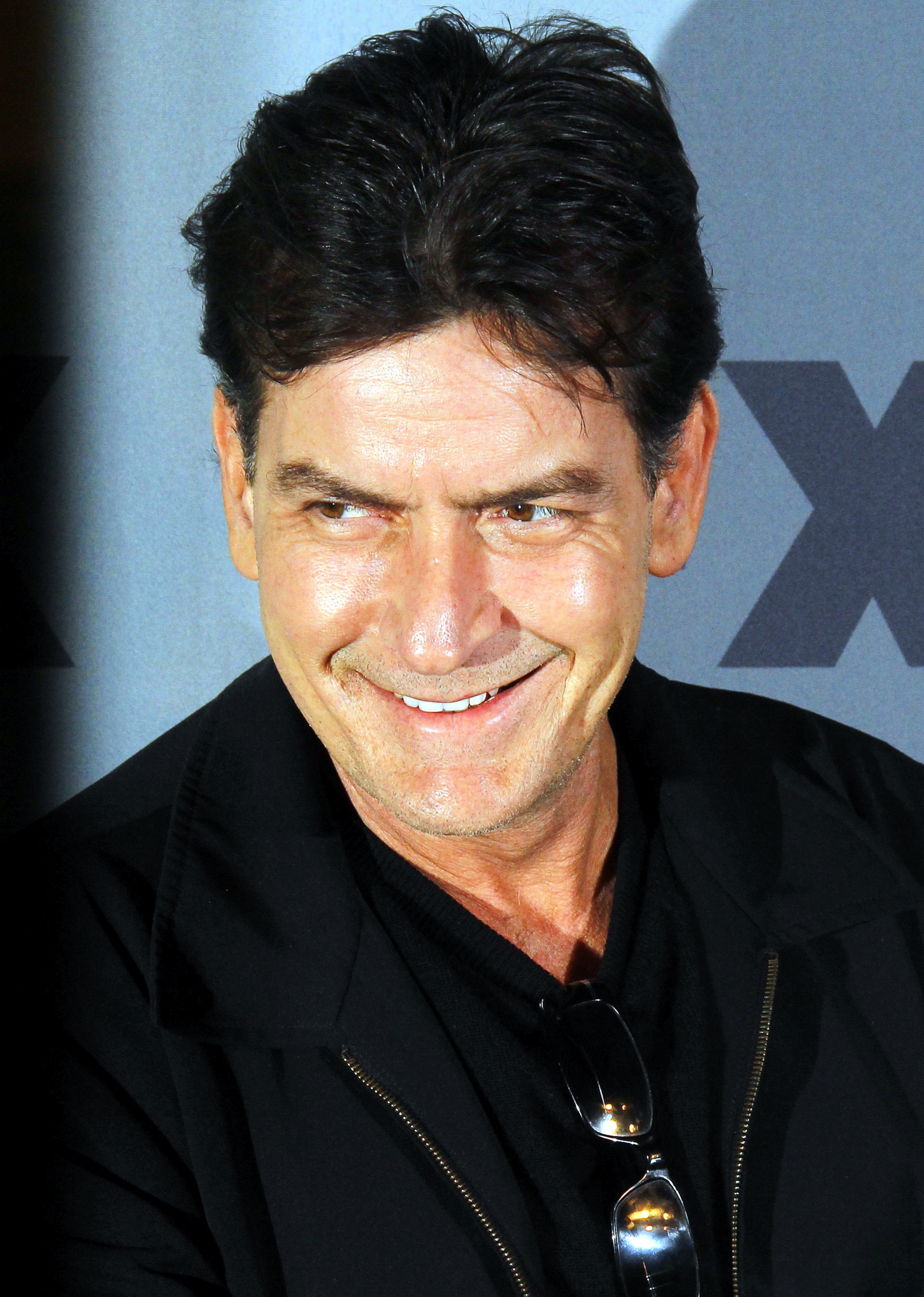
Charlie Sheen, actor american

- 1982: Anja Althaus, handbalistă germană
- 1983: Cristian Fabbiani, fotbalist argentinian
- 1985: Scott Carson, fotbalist englez
- 1985: Tyrone Spong, boxer surinamez
- 1986: Tiffany Géroudet, scrimeră elvețiană
- 1988: Jérôme Boateng, fotbalist german
- 1990: Stine Jørgensen, handbalistă daneză
- 1990: Florin Liviu Pop, fotbalist român
- 1994: Leilia Adjametova, atletă paralimipică ucraineană
- 1995: Dorina Korsós, handbalistă maghiară
- 1995: Niklas Süle, fotbalist german
- 2000: Ashley Boettcher, actriță americană

## Decese
- 1467: Eleanor a Portugaliei, soția lui Frederic al III-lea, Împărat Roman (n. 1434)
- 1546: Petru Rareș, domn al Moldovei (n. 1483)
- 1658: Oliver Cromwell, Lord Protector al Angliei (n. 1599)
- 1730: Nicolae Mavrocordat, domn al Moldovei și al Țării Românești (n. 1680)
- 1747: Christine Louise de Oettingen-Oettingen, bunica maternă a împărătesei Maria Tereza a Austriei (n. 1671)
- 1792: Prințesa Marie Louise de Savoia, Prințesă de Lamballe (n. 1749)
- 1820: Benjamin Henry Latrobe, arhitect anglo-american (n. 1764)
- 1869: Constantin, Prinț de Hohenzollern-Hechingen (n. 1801)
- 1875: Isidore Pils, pictor francez (n. 1813)
- 1877: Adolphe Thiers, istoric, politician și jurnalist francez, primul președinte al celei de-a III-a Republici Franceze (n. 1797)

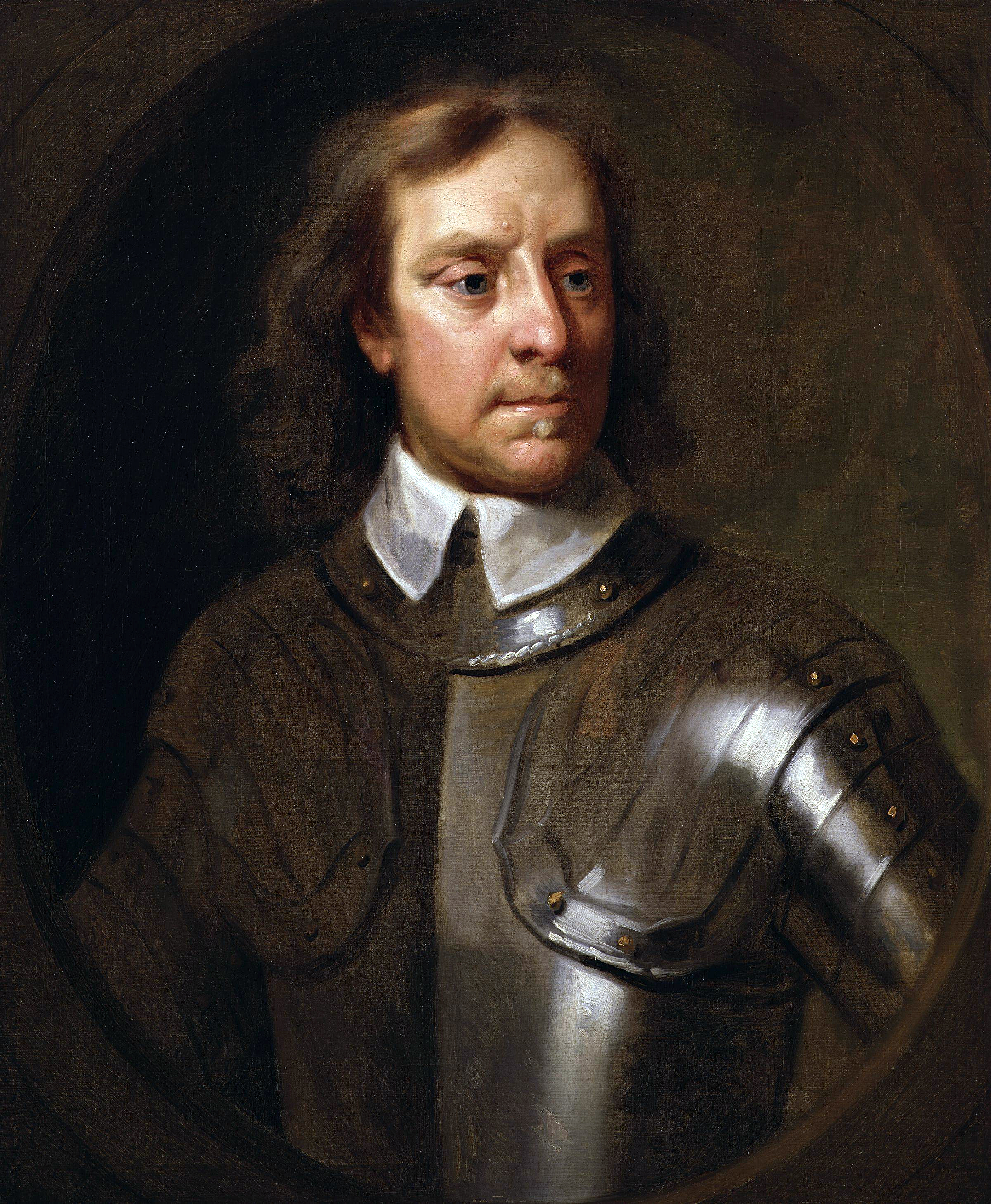
Oliver Cromwell, Lord Protector al Angliei
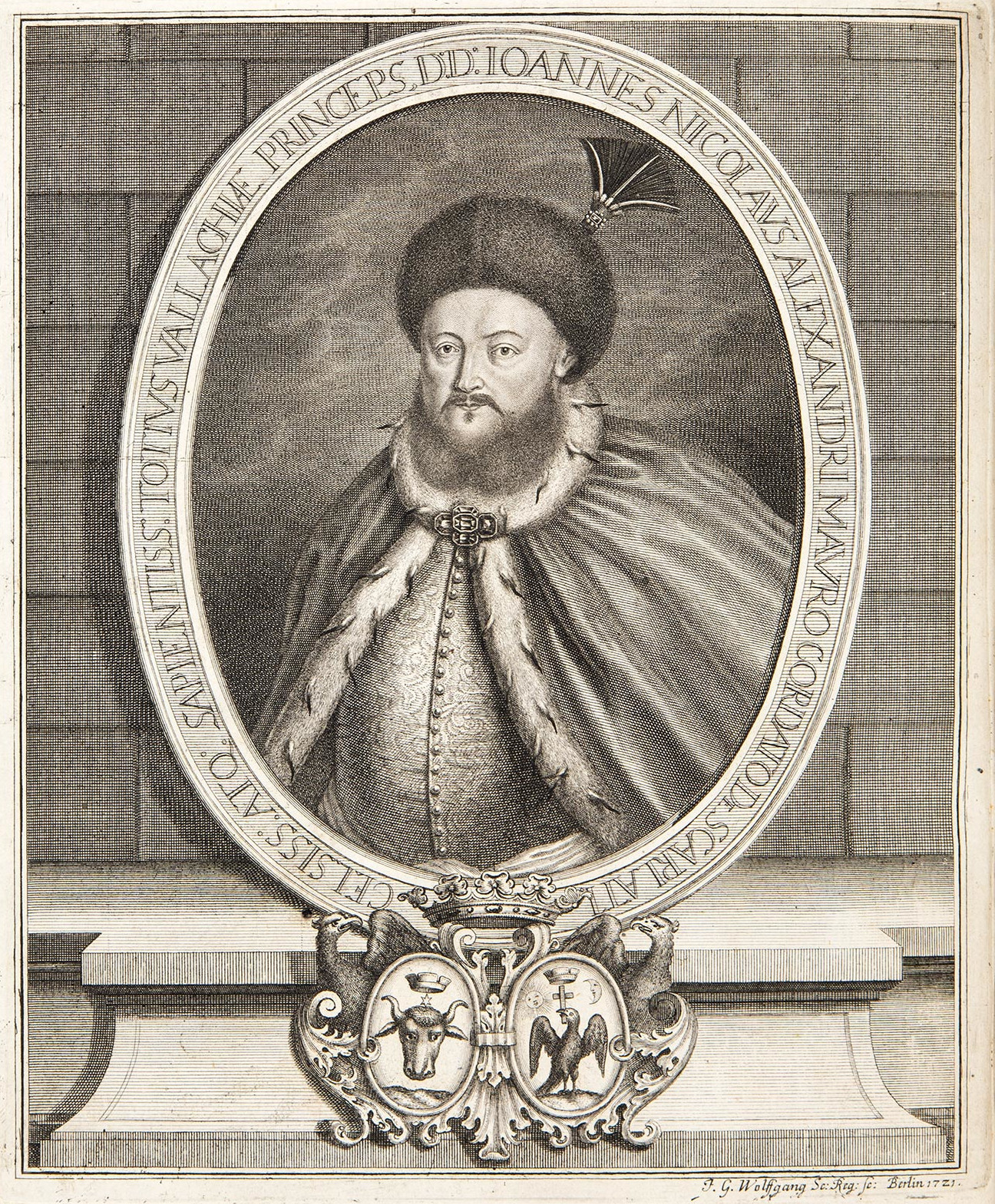
Nicolae Mavrocordat, domn al Moldovei și al Țării Românești
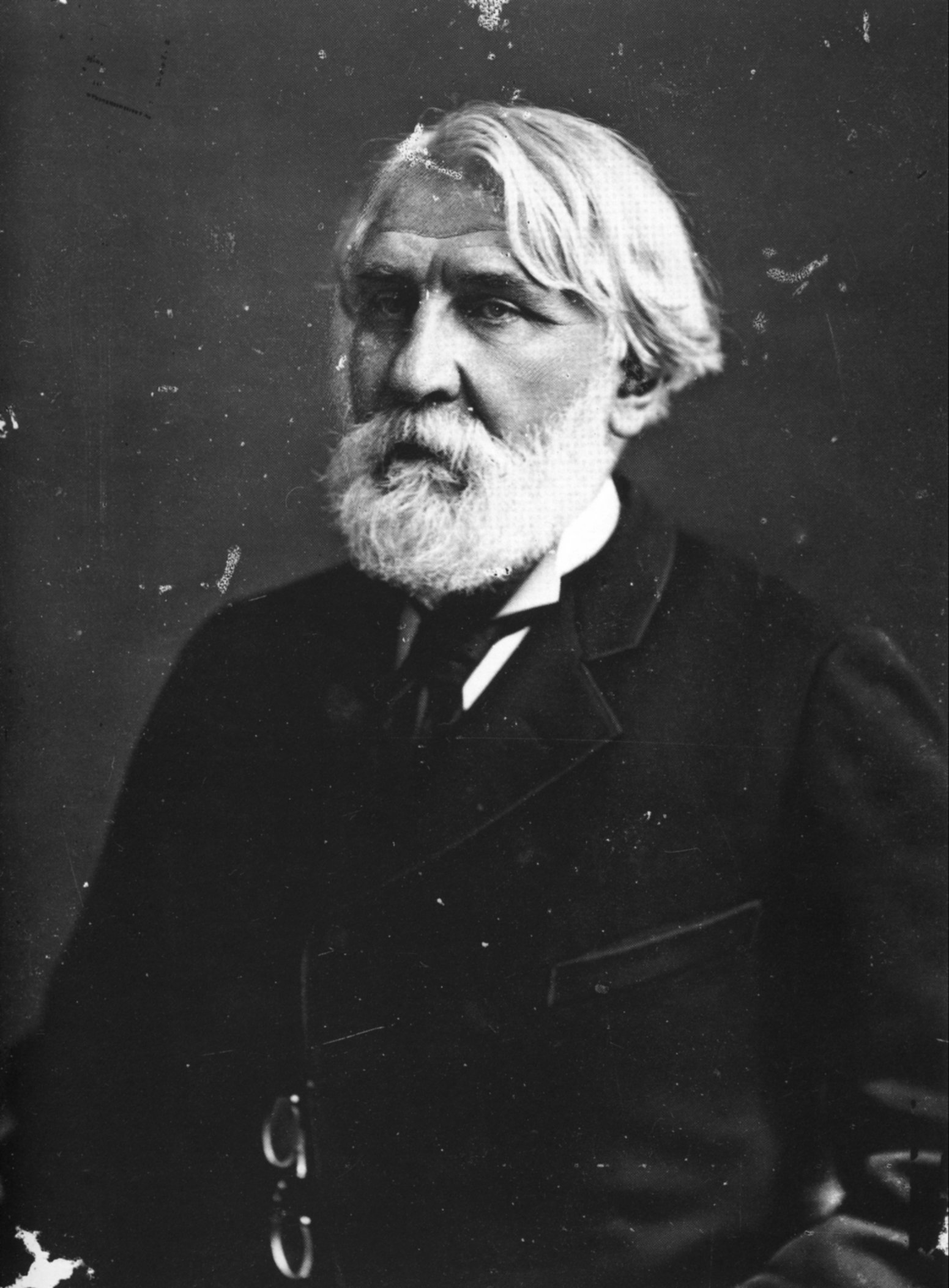
Ivan Turgheniev, dramaturg rus

- 1881: Clementina, Prințesă de Salerno, arhiducesă de Austria (n. 1798)
- 1883: Ivan Turgheniev, romancier și dramaturg rus (n. 1818)
- 1887: Timotei Cipariu, filolog și lingvist român, unul dintre fruntașii Revoluției de la 1848 din Transilvania, întemeietor al Societății "Astra" (n. 1805)
- 1917: Ecaterina Teodoroiu, participantă la Primul Război Mondial, „eroina de la Jiu” (n. 1894)
- 1937: François Guiguet, pictor francez (n. 1860)
- 1948: Contesa Adelaide de Lippe-Biesterfeld, prințesă de Saxa-Meiningen (n. 1870)
- 1950: Traian Vuia, inventator român, pionier al aviației mondiale (n. 1872)
- 1955: Ducesa Elisabeta Alexandrine de Mecklenburg-Schwerin (n. 1869)
- 1971: Alexandru Borza, botanist, întemeietorul Grǎdinii Botanice din Cluj (n. 1887)
- 1981: Alec Waugh, scriitor englez (n. 1898)
- 1991: Frank Capra, regizor american (n. 1897)

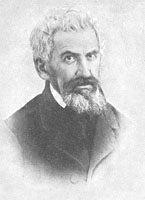
Timotei Cipariu, filolog și lingvist român
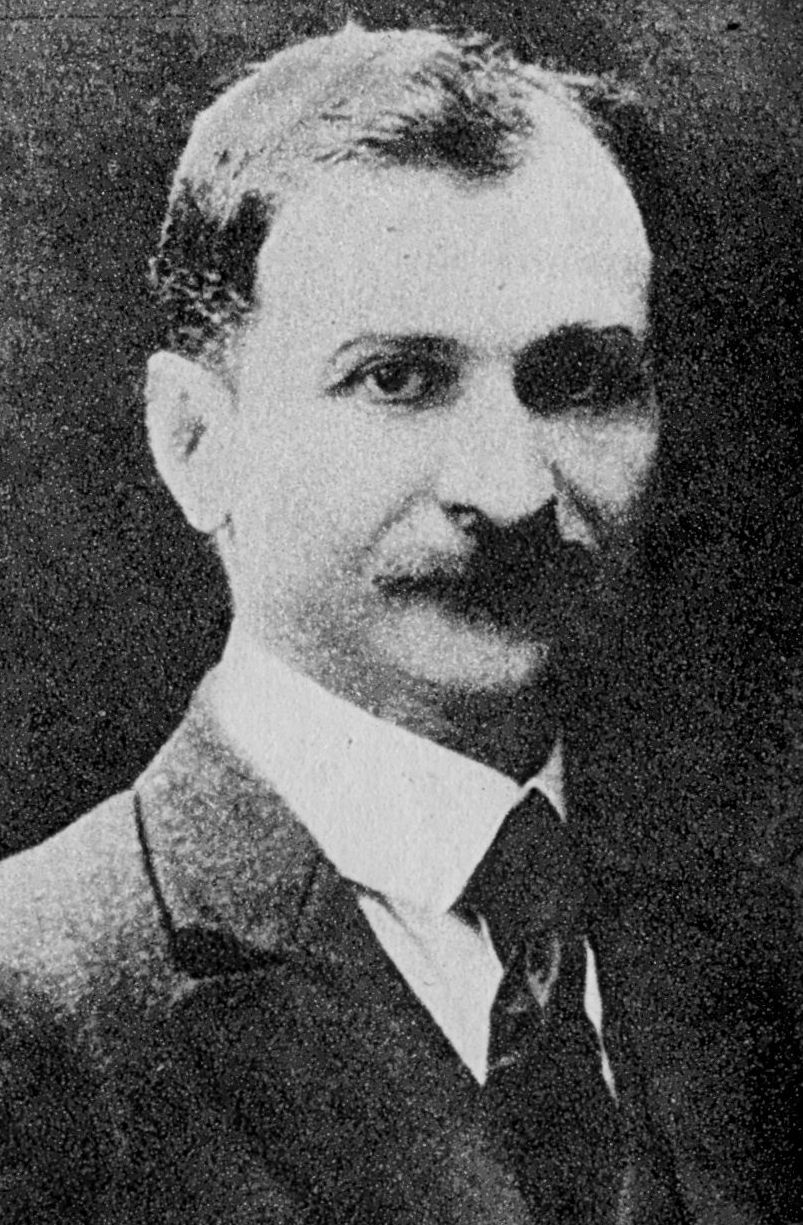
Traian Vuia, inventator român, pionier al aviației mondiale
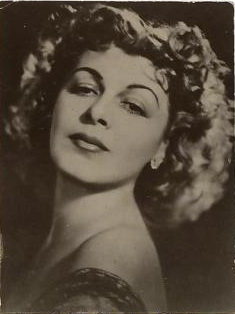
Elvira Godeanu, actriță română

- 1991: Elvira Godeanu, actriță română de teatru și film (n. 1904)
- 2012: Michael Clarke Duncan, actor american (n. 1957)
- 2016: Jean-Christophe Yoccoz, matematician francez, laureat Fields (n. 1957)

## Sărbători
- San Marino: Ziua națională. Aniversarea fondării statului (301)
- Qatar: Ziua națională. Aniversarea proclamării independenței. (1971)